# 小林道憲
小林 道憲（こばやし みちのり、1944年 - ）は、日本の哲学者。元福井大学教育学部教授。専攻は、哲学・文明論。現代の批判的考察から生命論的世界観を構築。

## 経歴
福井県生まれ。
1963年から1972年まで、京都大学文学部、同大学院文学研究科で哲学（西洋哲学史）を専攻。
1972年から2010年まで、福井大学教育学部（後の教育地域科学部）で講師、助教授、教授、および、同大学大学院教育学研究科教授。
1999年から2011年まで、麗澤大学比較文明文化研究センター客員教授。

## 思想
この哲学者は、現代の思想的状況を批判的に考察するところから思索をスタートさせ、その後、現代の対極にある古代人の世界観を探っていった。そして、そこから「大地と生命の永遠」という思想を導き出し、それを足場に、自然、倫理、歴史、芸術、宗教、存在、認識、文明などについて思索しながら、生命論的世界観を構築してきた。
この哲学者の思想の基調をなすものは、世界は相互作用を繰り返しながら自己形成していくという考え方であり、それを、「相成」という概念でとらえている。この概念は、宇宙を一つの生命体ととらえる動態的な世界観を表現する概念と言えよう。
この哲学者の念頭にある哲学観は、諸学問に分化する前の学問の源流としての哲学の姿であろう。

## 著書
- 『欲望の体制－現代文明の行方』 南窓社、1985年
- 『われわれにとって国家とは何か』 自由社「自由選書」、1985年
- 『近代主義を超えて－我々は、どのような時代を生きているのか？』 原書房、1988年
- 『20世紀を読む－ヨーロッピズムの時代とその終焉』 泰流社、1989年
- 『ヘーゲル 「精神現象学」の考察』 理想社「理想哲学選書」、1989年
- 『古代探求－「記・紀」の世界と日本人の心』 日本放送出版協会〈NHKブックス〉、1993年
- 『二十世紀とは何であったか』 日本放送出版協会〈NHKブックス〉、1994年
- 『生命と宇宙　21世紀のパラダイム』 ミネルヴァ書房「21世紀ライブラリー」、1996年
- 『宗教とはなにか－古代世界の神話と儀礼から』 日本放送出版協会〈NHKブックス〉、1997年
- 『宗教をどう生きるか－仏教とキリスト教の思想から』 日本放送出版協会〈NHKブックス〉、1998年
- 『複雑系社会の倫理学－生成変化の中で行為はどうあるべきか』 ミネルヴァ書房「21世紀ライブラリー」、2000年
- 『不安な時代、そして文明の衰退－われわれはどう生きるのか』 日本放送出版協会〈NHKブックス〉、2001年
- 『文明の交流史観－日本文明のなかの世界文明』 ミネルヴァ書房「歴史・文化ライブラリー」、2006年
- 『古代日本海文明交流圏－ユーラシアの文明変動の中で』 世界思想社、2006年
- 『複雑系の哲学　21世紀の科学への哲学入門 （正・続）』 麗澤大学出版会、2007-09年
- 『生命（いのち）の哲学　<生きる>とは何かということ 』 人文書館、2008年
- 『歴史哲学への招待－生命パラダイムから考える』 ミネルヴァ書房「歴史・文化ライブラリー」、2013年
- 『芸術学事始め－宇宙を招くもの』 中央公論新社〈中公叢書〉、2015年
- 『小林道憲 〈生命(いのち)の哲学〉コレクション』 ミネルヴァ書房、2016-2017年。全10巻

1. 『生きた自然を探求する－躍動する生命と宇宙』
2. 『動く倫理学を展開する－生成変化の中の実践』
3. 『生命パラダイムから歴史と芸術を読む－行為と表現の世界』
4. 『宗教とは何か－根源的生命への帰一』
5. 『複雑系を哲学する－生成からとらえた存在と認識』
6. 『現代とはどのような時代なのか－現代文明論の試み』
7. 『世界史的観点から現代を考察する－二十一世紀への道』
8. 『文明とはなにか－文明の交流と環境』
9. 『古代日本人の生き方をさぐる－古代日本研究』
10. 『ヘーゲル哲学を研究する　付・断片集、句歌集、評論』